# Élections locales cambodgiennes de 2012

Représentation graphique des résultats de l'élection

Les élections municipales cambodgiennes de 2012 se sont déroulées le 3 juin.
Le parti du peuple cambodgien rafle 7 993 des 11 353 sièges de conseillers communaux en lice, n’en laissant que 2 660 au Parti Sam Rainsy et 700 aux autres formations.